# Heenweg
Heenweg is een buurtschap of kern met 648 inwoners (2010) in de gemeente Westland, provincie Zuid-Holland, Nederland. Voor de vorming van deze grote gemeente in 2003 behoorde Heenweg bij de voormalig gemeente 's-Gravenzande en het maakt nog steeds deel uit van formele woonplaats 's-Gravenzande.
De belangrijkste weg in het dorpje Heenweg is de Heenweg, de originele verbindingsstraat tussen de Maasdijk (N220) in het zuiden, en de Naaldwijkseweg (N467) in het noorden. In 2011 is de functie van doorgaande weg overgenomen door een nieuwe weg, de Laan van de Heilige Lambertus, die de noordelijke rondweg rond Heenweg vormt en via een rotonde op de Maasdijk is aangesloten. De dorpskern zelf ligt tegen de noordzijde van de Maasdijk tussen het dorp Maasdijk en Hoek van Holland; ter hoogte van Heenweg ligt aan de zuidzijde van de Maasdijk het Staelduinse Bos, en nog zuidelijker in de Nieuwe Waterweg de Maeslantkering.
In Heenweg zijn naast een 200-tal huizen een dependance van een christelijke school (zogenaamde brede buurtschool met veel sport en spelactiviteiten georganiseerd door een lokale stichting), een inmiddels tot 8 appartementen omgebouwde origineel hervormde (protestantse) "Nieuwe Kerk" aan de Heenweg, een katholieke kerk aan de Maasdijk, een snackbar. Een buurtcentrum met de naam “Open Huis”, ooit met hulp van de dorpsgenoten gebouwd, is in 2023 gesloopt ten behoeve van nieuwbouw.
De rooms-katholieke kerk is de Heilige Lambertuskerk, verscholen onderaan de Maasdijk. De kerk is in 1872-1873 gebouwd in opdracht van jonkheer A.J.A. (August) van Rijckevorsel (1819-1892), eigenaar van het landgoed Staelduin. Het interieur is neogotisch. Boven de ingang staat een beeld van Sint Lambertus.

## Geschiedenis

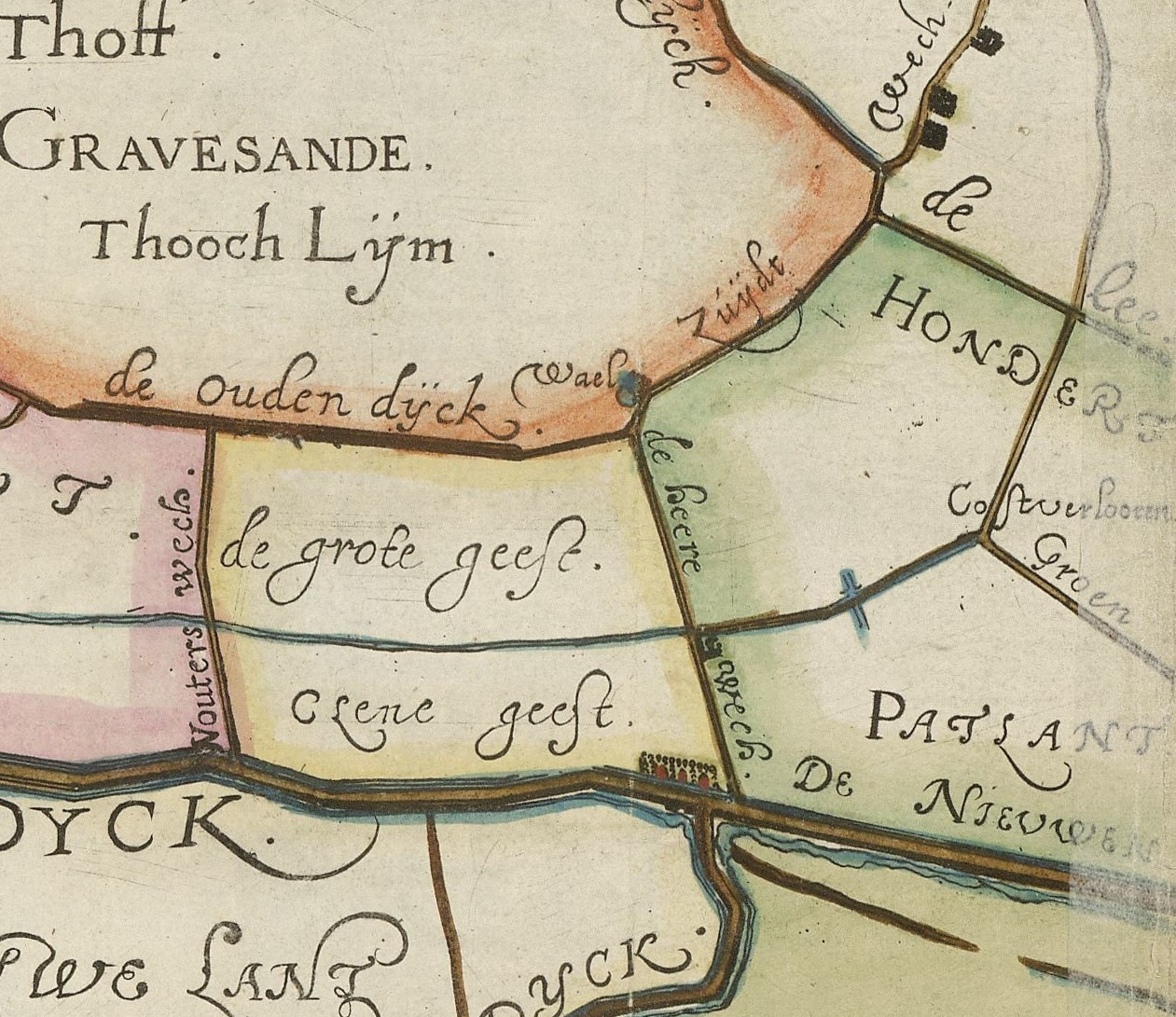
De Heere Wech tussen de Oude Dijk en de nieuwe Maasdijk. Kaart van Floris Balthasar uit 1611.

Eeuwenlang was de Heenweg niet meer dan een verbindingsweg tussen de oude dijk, tegenwoordig de Naaldwijkseweg bij 's-Gravenzande en de nieuwe Maasdijk. De weg zou in de veertiende eeuw en vijftiende eeuw als de Heren van Naaldwijkweg bekend staan. Op de kaart van de Regulieren uit 1566 komt de weg als eerst voor als Heenweg. Op een kaart van Floris Balthasar uit de zeventiende eeuw heet de weg nog De Heere Wech, mogelijk vernoemd naar de naam die de weg voorheen had. De naam Heenweg komt waarschijnlijk van het gebied ten oosten van de weg dat Heentiend werd genoemd. Heen of zeebies is een grasachtige soort binnen de familie van cypergrassen en komt voor in een gebied met brakwater. Het gebied lag in het stroomgebied van de Heij, een zijarm van de Maas dat verland was, dus zal het water ongetwijfeld brak zijn geweest.
Op een kaart van Kruikius uit 1712 staat langs de Heenweg nog slechts een boerderij. De buurtschap zou pas jaren later in de twintigste eeuw ontstaan. Het begon met de komst van een school en onderwijzerswoning in 1883 nadat inwoners langs de Maasdijk daarom gevraagd hadden bij de 's-Gravenzandse gemeenteraad. Een plek werd hiervoor gevonden aan de Heenweg. Een hulppostkantoor opende in 1918 en in 1919 werden de eerste telefoonaansluitingen geïnstalleerd. De eerste straat, de Lugtigheidstraat kwam in 1935 en in 1954 was de kerk gereed.

## Galerij

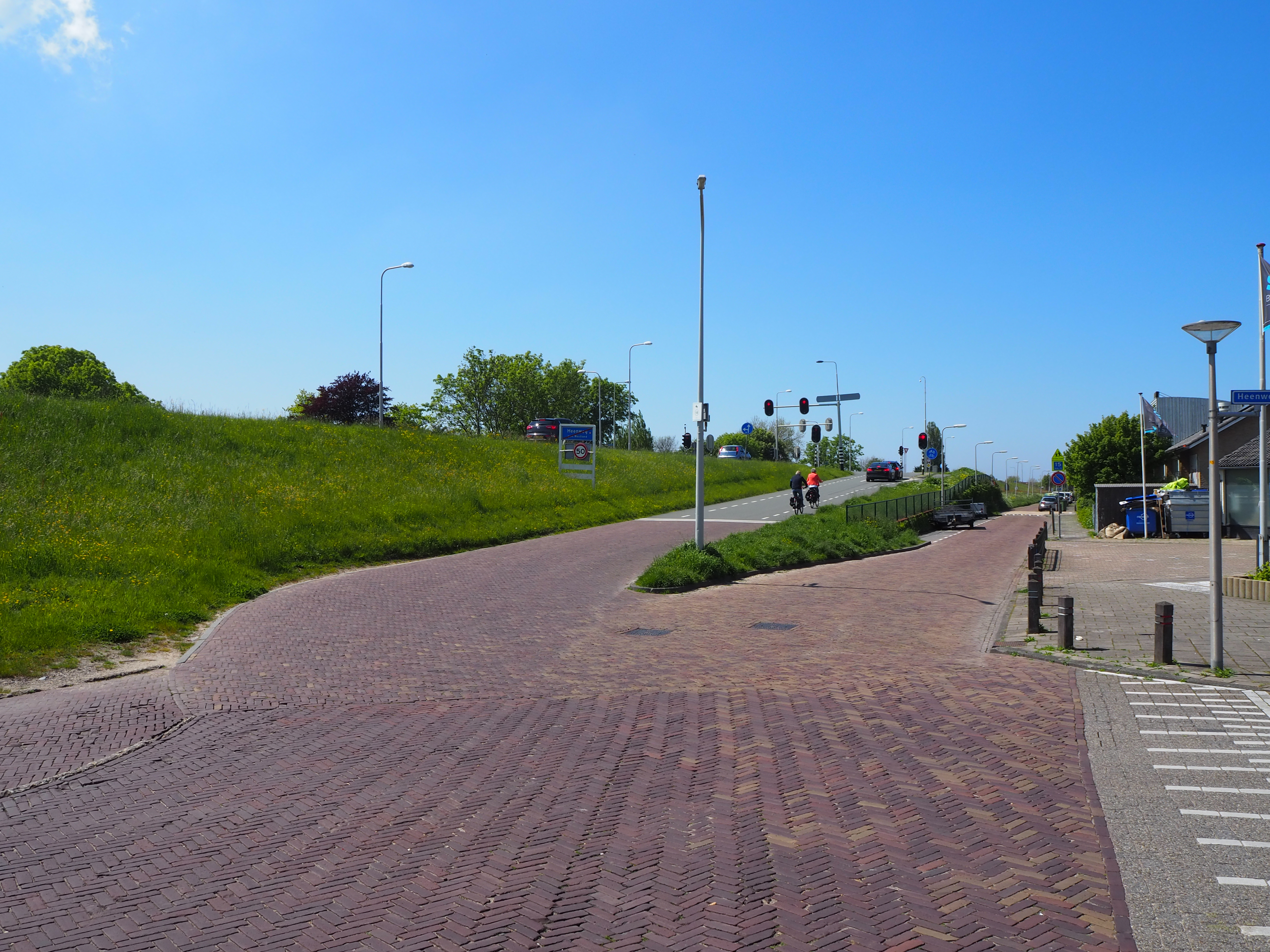
Heenweg opgang Maasdijk
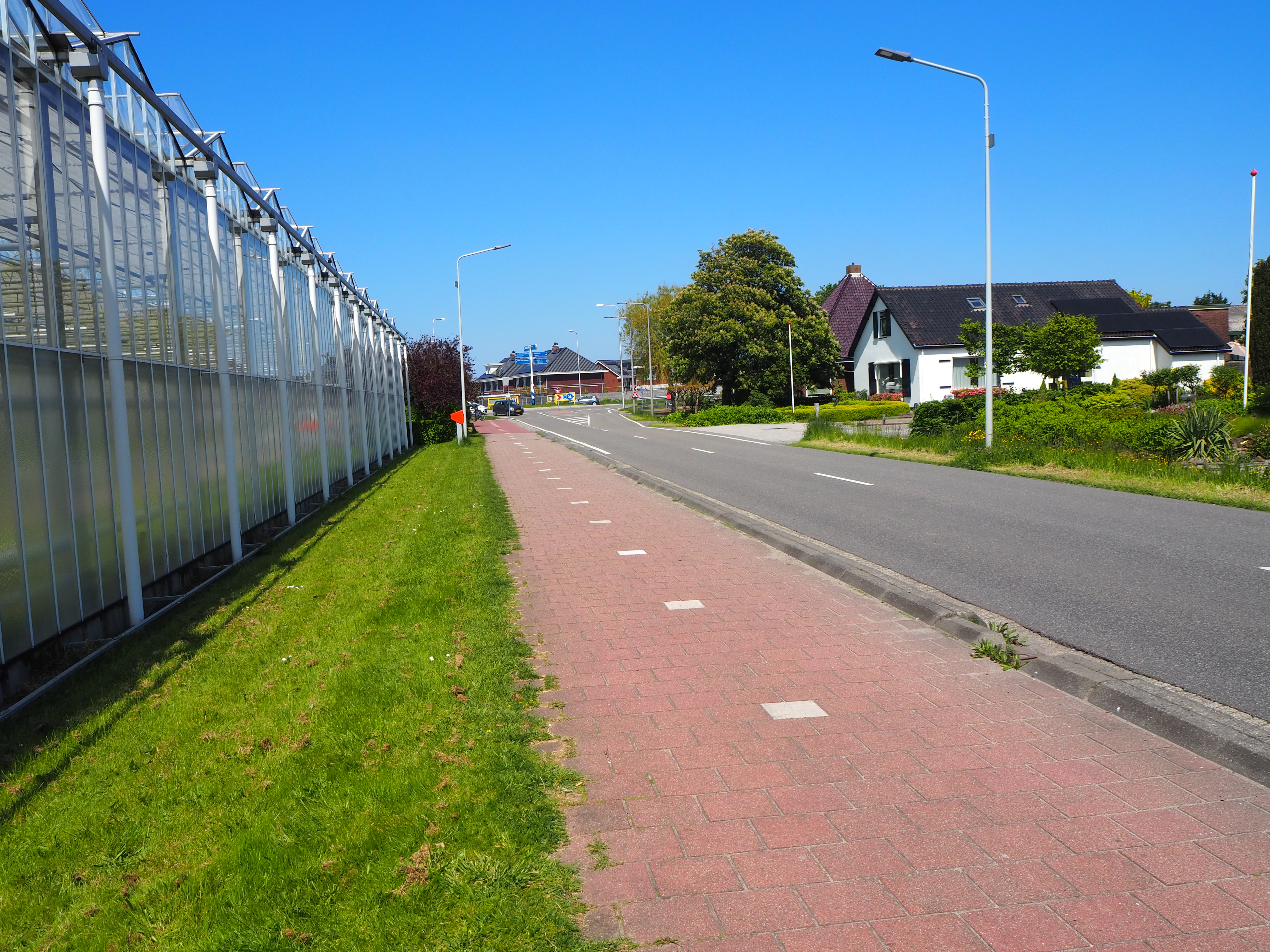
Heenweg richting Naaldwijkseweg
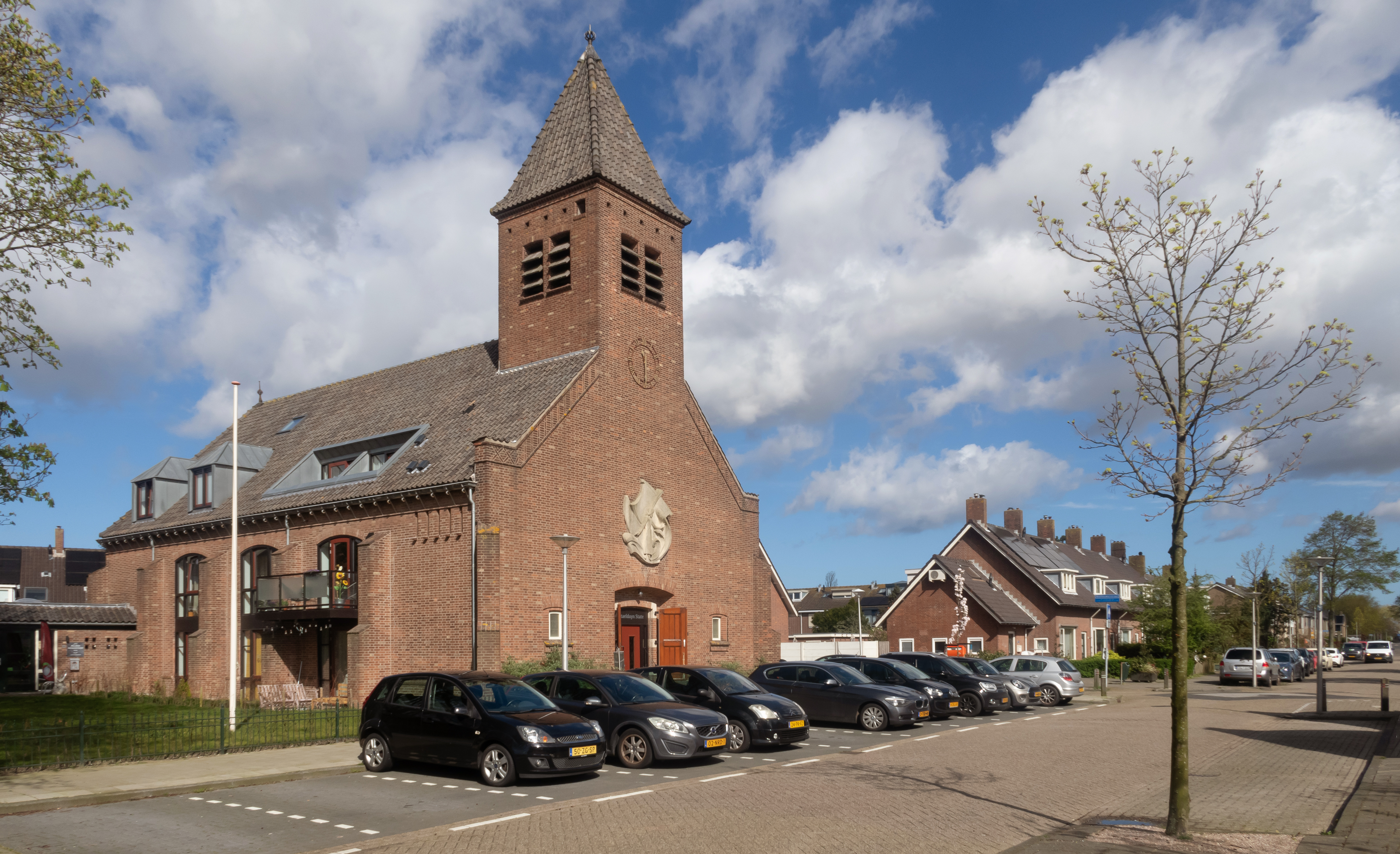
Voormalige kerk Heenweg zijaanzicht
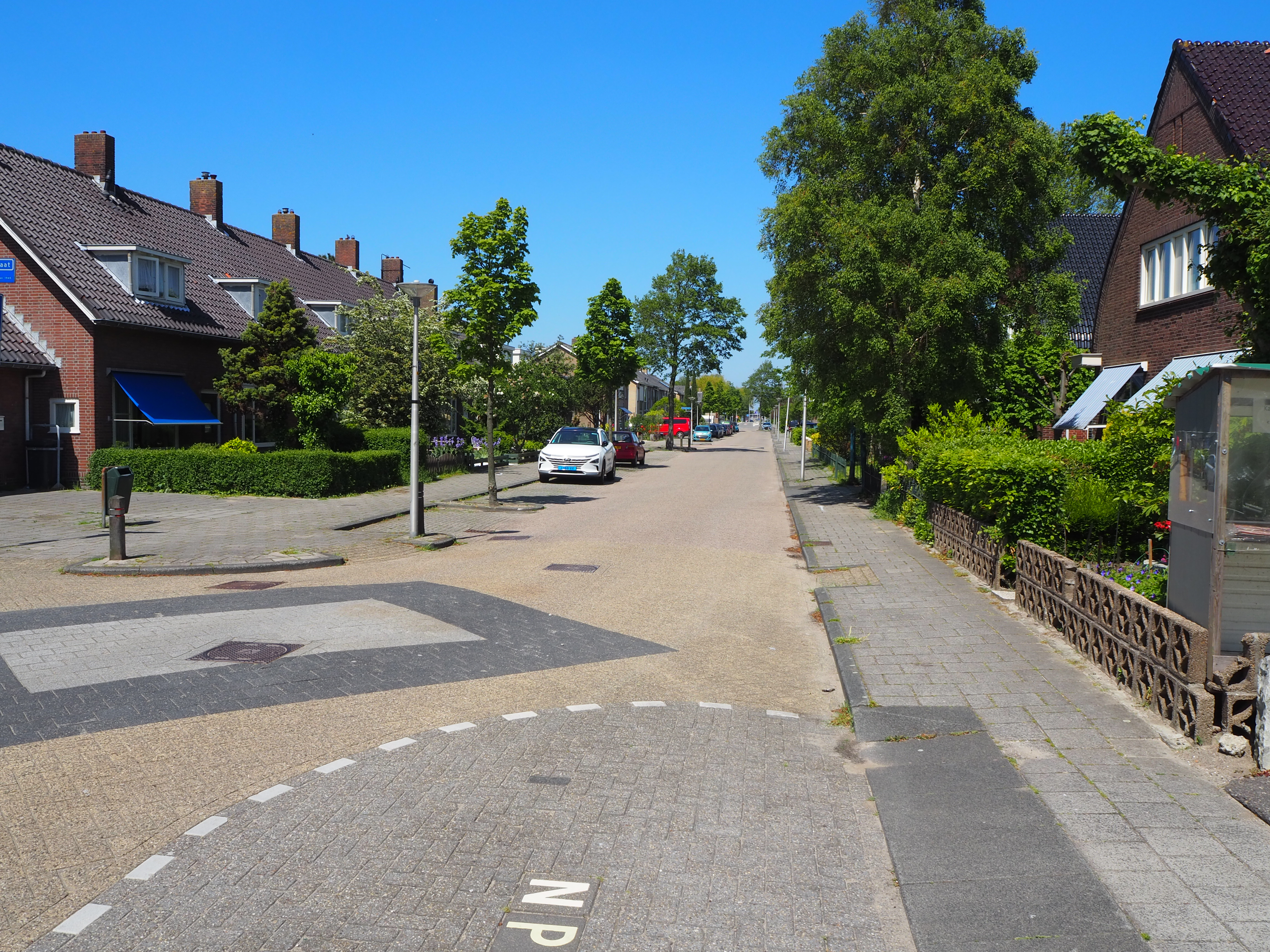
Heenweg

Steden en dorpen: 's-Gravenzande · Ter Heijde · Honselersdijk · Kwintsheul · De Lier · Maasdijk · Monster · Naaldwijk · Poeldijk · Wateringen

Buurtschappen: Baakwoning · Blaker · Burgersdijk · De Driesprong · Heenweg · Mariëndijk· Nieuwe Tuinen · Oostbuurt · Rolpaal · Westerlee

Zuid-Holland: Steden en dorpen      Nederland: Provincies · Gemeenten
- Library of Congress Control Number: n88160825
- Nationale Bibliotheek van Israël: 987007562537205171
- Virtual International Authority File: 133799881